# 9422 Kuboniwa
9422 Kuboniwa eller 1996 AO2 är en asteroid i huvudbältet som upptäcktes den 13 januari 1996 av den japanska astronomen Takao Kobayashi vid Ōizumi-observatoriet. Den är uppkallad efter amatörastronomen Atsuo Kuboniwa.
Asteroiden har en diameter på ungefär 5 kilometer.